# Social-democrație

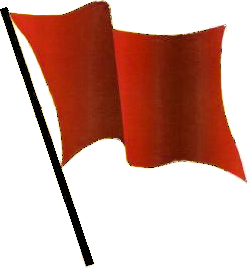
Culoarea roșie reprezintă, în general, democrația socială

Social-democrația este o ideologie politică, un curent politic și o mișcare politică de centru-stânga, care își propune realizarea principiilor democrației și ale justiției sociale prin mijloace pașnice, reformiste, în cadrul unui sistem capitalist reglementat. Aceasta susține intervenția statului în economie pentru reducerea inegalităților sociale, asigurarea protecției sociale, a drepturilor omului și a statului bunăstării.
De-a lungul timpului, social-democrația s-a transformat dintr-o mișcare influențată de marxism în secolul al XIX-lea, într-o ideologie moderată, orientată către realizarea de reforme sociale și economice prin mijloace democratice, respingând metodele revoluționare ale comunismului.
În prezent, partidele social-democrate sunt active în multe țări, în special în Europa, fiind asociate cu promovarea unui stat social solid, politici economice de tip economie mixtă și susținerea echității sociale.

## Partide social-democrate
- Partidul Social Democrat (România)
- Partidul Social Democrat (Moldova)
- Partidul Social Democrat (Germania)
- Partidul Social Democrat din Austria
- Partidul Social Democrat (Estonia)
- Partidul Socialiștilor Europeni
- Partidul Republican al Poporului din Turcia
- Partidul Național Democratic (Egipt)
- Direcția - Social Democrația (Slovacia)
- Adunarea Constituțională Democratică (Tunisia)

## Politici social-democrate
Social-democrația promovează o serie de politici publice menite să reducă inegalitățile economice și sociale, să asigure protecția cetățenilor și să consolideze coeziunea socială. Aceste politici urmăresc să combine eficiența economică cu echitatea socială, printr-un echilibru între inițiativa privată și intervenția statului în economie.
Unul dintre elementele centrale ale politicilor social-democrate este sprijinul pentru un stat al bunăstării robust. Acesta presupune servicii publice universale și accesibile, precum educație gratuită, sănătate finanțată public și asigurări sociale pentru șomaj, pensii și îngrijire medicală.
În domeniul economic, social-democrații susțin o economie mixtă, în care piața liberă este completată de reglementări guvernamentale și de investiții publice strategice în infrastructură, cercetare și energie. Politicile fiscale sunt, în general, progresive, cu scopul de a redistribui veniturile și de a reduce sărăcia.
Pe lângă aspectele economice, politicile social-democrate constau și în susținerea drepturilor civile, a egalității de gen, a drepturilor minorităților și a protecției mediului înconjurător. În ultimele decenii, multe partide social-democrate au integrat în platformele lor și politici ecologiste și progresiste privind imigrația și drepturile LGBT.